# Karim Matmur
Karim Matmur (arabul: كريم مطمور; Strasbourg, 1985. június 25. –) algériai labdarúgó, 2013 óta a német 1. FC Kaiserslautern középpályása.
2007 óta szerepel az algériai válogatottban, ott volt a 2010-es afrikai nemzetek kupája algériai keretében és a 2010-es labdarúgó-világbajnokságon. 2013. júliusáig 30-szor volt válogatott, 2 gólt lőtt.

## Pályafutása
Karrierjét szülővárosában kezdte, előbb a Vauban, majd az RC Strasbourg tagja volt. Később visszatért a Vaubanhoz, innen került a német SC Freiburghoz. 2004 és 2008 között volt a klub tagja, majd országon belül váltott klubot, az élvonalbeli Borussia Mönchengladbachba igazolt. Ezután az Eintracht Frankfurt következett. 2013-ban igazolt az 1. FC Kaiserslauternhez.
Az algériai labdarúgó-válogatottal részt vett a 2010-es labdarúgó-világbajnokságon.